# Ptilocichla
A Ptilocichla  a madarak osztályának verébalakúak (Passeriformes) rendjébe és a Pellorneidae családjába tartozó nem.

## Rendszerezésük
A nemet Richard Bowdler Sharpe írta le 1877-ben, jelenleg az alábbi 3 faj tartozik ide:
- Ptilocichla mindanensis
- Ptilocichla falcata
- Ptilocichla leucogrammica

## Előfordulásuk
Délkelet-Ázsiában, Borneó és a Fülöp-szigetek területén honosak. A természetes élőhelyük a szubtrópusi vagy trópusi esőerdők. Állandó, nem vonuló fajok.

## Megjelenésük
Testhosszuk 13-20 centiméter közötti.